# Museo de Arte Contemporáneo Latinoamericano de La Plata
El MACLA Museo de Arte Contemporáneo Latinoamericano de La Plata  es un museo de artes plásticas localizado en la ciudad de La Plata, Provincia de Buenos Aires. Inaugurado en 1999, cuenta con una importante colección de obras de arte. Su acceso es libre y gratuito para todo público.

## Colecciones
El museo cuenta con ocho grandes colecciones:
- Colección General Patrimonial:[2] en esta colección se cuentan obras de Antonio Seguí, Julio Le Parc, Juan Melé, Alejandro Puente, Adolfo Nigro, Rogelio Polesello,  entre muchos otros.
- Colección Silva:[3] integrada por 80 obras del artista plástico Julio Silva, de pequeñas dimensiones realizadas en pluma de oca, pincel, tinta china y acuarela, sobre papel anciano, entre otros.
- Colección Tomasello:[3] compuesta por obras de Luis Tomasello, que abarca todas las épocas de su producción desde sus inicios hasta las últimas obras óptico cinéticas, incluyendo los libros – objeto producidos en conjunto con el escritor Julio Cortázar.
- Colección MADI Internacional:[3] compuesta por obras de diversos artistas del Movimiento Madí Internacional, entre ellos varias de uno de sus fundadores, Arden Quin.
- Colección Jonquieres:[3] La colección, está integrada por 35 pinturas donadas al MACLA en 2006, que van de obras realizadas en los inicios de su carrera, hasta las últimas orientadas específicamente al arte geométrico.
- Colección Tentindó: Virginia Tentindó ha donado más de 30 bocetos originales de esculturas realizadas por ella.
- Colección Armagni:[3] Contiene más de 30 grabados realizados por la arista entre los años 2000 a 2009
- Colección Díaz Larroque:[3] Integrada por más de 30 acrílicos y óleos donados por la familia del artista.

## Historia
Entre los años 1992 y 1994, el profesor y artista plástico César López Osornio desarrolló en España la muestra “Confluencias”, la primera que reunía a artistas latinoamericanos residentes en Europa, en exilios voluntarios o forzosos.
El interés y éxito suscitado por esta exposición hizo retomar una idea surgida en 1978 en el Primer Encuentro de Artistas Plásticos y Críticos Iberoamericanos, desarrollado en Caracas, Venezuela. Allí, varios artistas plásticos reconocieron que en cierto modo el arte latinoamericano carecía de un auténtico museo, que nucleara y mostrara con idoneidad al mundo su producción, sin estar supeditado a las principales capitales del mundo.
Frente a esta idea, todos los artistas de la muestra “Confluencias” aceptaron donar sus obras para la concreción del tan ansiado museo. La posibilidad de trasladar ese importante patrimonio pictórico a la Argentina, decidió a su organizador a concretar el sueño de un espacio dedicado al arte contemporáneo en La Plata.
Para esa decisión convergieron los aportes de personalidades de la ciudad como el arquitecto Daniel Almeida Curt, la tarea de las autoridades municipales, el consenso general del Consejo Deliberante y el conjunto de la comunidad artística.
A través de López Osornio se concretó la donación del patrimonio para el MACLA, la cual fue requerida a los artistas de trayectoria más extensa, quienes se transformaron en cofundadores del mismo.
Finalmente el 10 de septiembre de 1999 se realizó la inauguración del museo. Actualmente el patrimonio del MACLA está dividido en: Colección General, Colección Tomasello, Colección MADI Internacional, Colección Jonquieres, Colección Cáceres Sobrea y Colección Silva.

## Áreas
El MACLA cuenta con diferentes áreas de trabajo para su desarrollo:
Comunicación y prensa, Educación, Biblioteca, Tienda de arte, Editorial, Administración, Patrimonio, Montaje y fondo de arte.